# Palacio de Çırağan

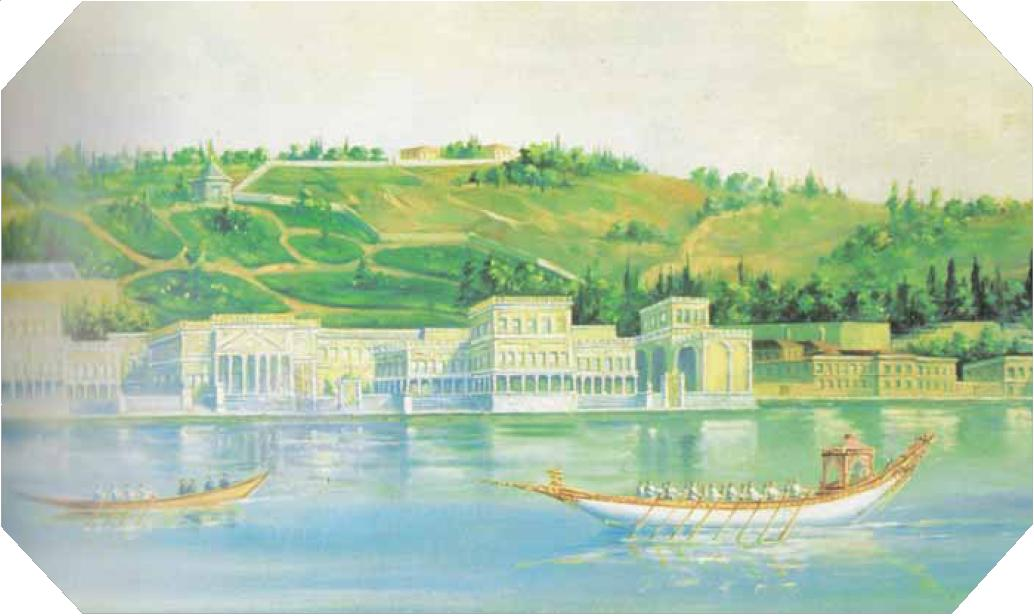
El palacio en 1840.

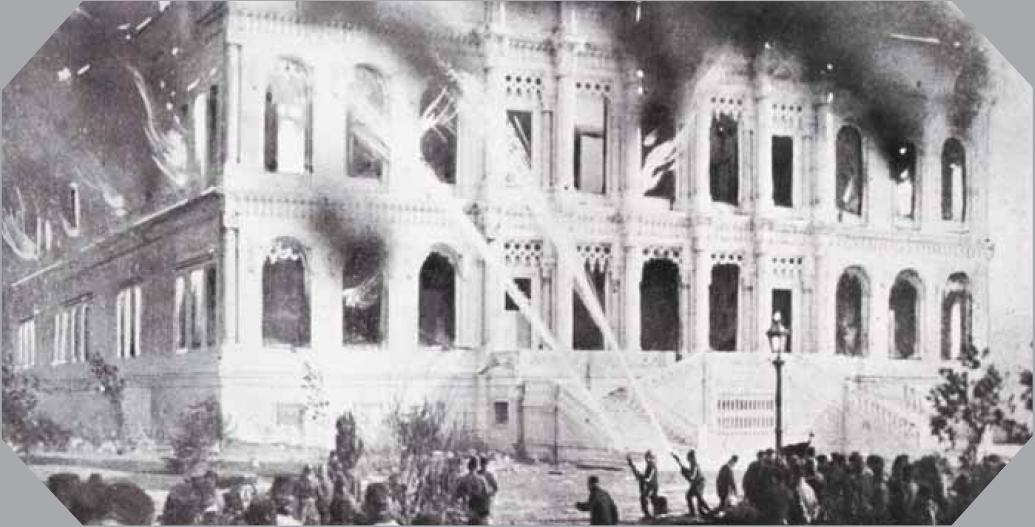
El palacio quedó destruido por las llamas en 1909.

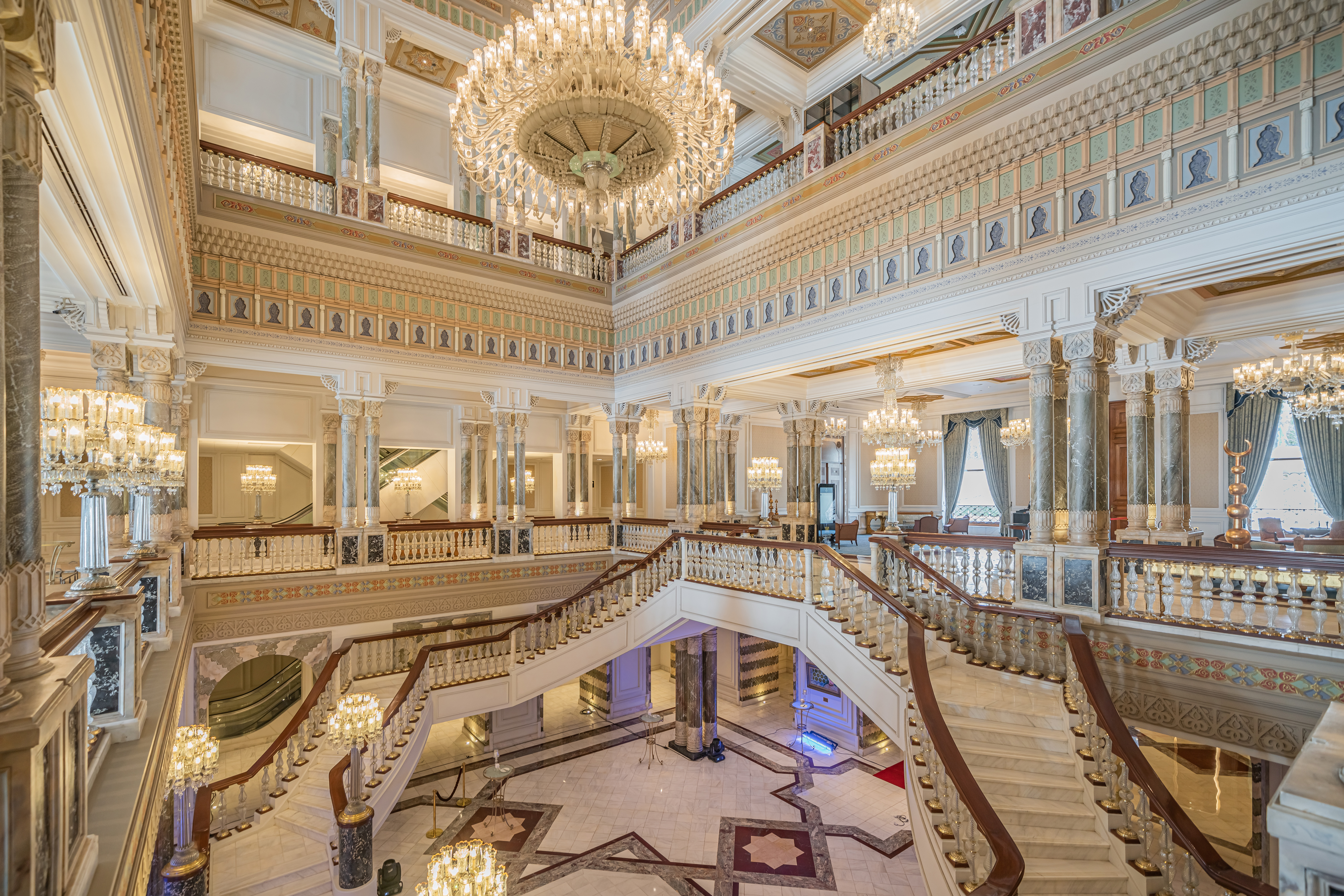
Atrio y escaleras del palacio.

El Palacio de Çırağan (en turco, Çırağan Sarayı), antiguo palacio otomano, es en la actualidad un hotel de cinco estrellas de la cadena Kempinski. Se encuentra en la costa europea del Bósforo, junto al barrio de Ortaköy de Estambul, Turquía.

## Historia
El palacio, mandado construir por el sultán Abdülaziz I, fue diseñado por el arquitecto armenio Nigoğayos Balyan y construido por sus hijos Sarkis y Hagop entre 1863 y 1867. En esta época, los sultanes otomanos solían construir sus propios palacios en lugar de utilizar los de sus antepasados. El Palacio de Çırağan es el último ejemplo. Las paredes interiores y los techos estaban hechos de madera, mientras que para las paredes exteriores se eligió mármol de diferentes colores. El palacio se comunica con el Palacio de Yıldız mediante un puente de mármol. Un muro de gran altura separa el palacio del resto del barrio.
La construcción y la decoración interior se prolongaron hasta 1872. Sin embargo, Abdülaziz no pudo disfrutar del palacio durante mucho tiempo, ya que poco después de trasladarse se le encontró muerto, el 30 de mayo de 1876, poco después de haber sido depuesto. Su sucesor y sobrino, el sultán Murad V, se trasladó al Palacio de Çırağan, aunque solo permaneció en el poder durante 93 días. Fue depuesto por su hermano Abdul Hamid II debido a que padecía una enfermedad mental y vivió en el palacio bajo arresto hasta su muerte el 29 de agosto de 1904.
Durante el Segundo Periodo Constitucional, el sultán Mehmed V permitió que el parlamento celebrase sus reuniones en el palacio. Solo dos meses después, el 19 de enero de 1910, se produjo un incendio que destruyó el palacio, quedando en pie únicamente las paredes exteriores. Empezó a conocerse como «Şeref Stadı», puesto que durante años se utilizó como estadio de fútbol del equipo Beşiktaş J.K..
En 1991, se decidió restaurar el palacio y se levantó un complejo hotelero en los jardines. Actualmente, el palacio alberga las suites de lujo del hotel y dos restaurantes.
La restauración del palacio fue criticada duramente, ya que el gobierno había permitido que una empresa restaurase un lugar de interés nacional con un coste mínimo y sin tener en cuenta la importancia histórico-arquitectónica del edificio. El interior se pintó de rosa, además de abrirse diferentes tiendas y zonas para celebrar eventos como banquetes. El artista alemán Rainer Maria Latzke redecoró el interior con un ambiente mediterráneo luminoso y colorido, pintando además unos bellos murales en la piscina interior.
El palacio se volvió a restaurar durante los tres primeros meses de 2007, devolviéndole el aspecto original y recuperando el estilo barroco y los colores suaves.